# Maltese Militia
Maltese Militia lub Malta Militia (pol. Maltańska Milicja) – jednostka milicji w British Army, która istniała na Malcie od 1801 do 1802, a następnie od 1852 do 1857. W pierwszym okresie była to ochotnicza formacja w sile 900 mężczyzn, powstała w brytyjskim protektoracie Malty. W drugiej formacji milicji służba była już obowiązkową dla wszystkich mężczyzn na Malcie, kiedy wyspa była królewską kolonią.

## 1801–1802
Po zakończeniu blokady Francuzów i przejęciu Malty przez Brytyjczyków we wrześniu 1800, wiele brytyjskich regimentów dotychczas stacjonujących na Malcie, wyruszyło walczyć z Francuzami w ich kampanii egipskiej. To spowodowało braki żołnierzy na wyspie, zwłaszcza, że naczelne dowództwo nie mogło przysłać posiłków. Naczelny dowódca sił brytyjskich na Malcie generał Henry Pigot dostał pozwolenie na zwiększenie sił lokalnej milicji, aby wzmocnić Maltese Light Infantry.
Pigot chciał rozbudować byłe National Congress Battalions, nieregularną formację militarną, która była częściowo przeszkolona przez Brytyjczyków, w milicję na podobieństwo już istniejącej w Wielkiej Brytanii. 1 stycznia 1801 ogłosił on proklamację wzywającą mężczyzn, którzy walczyli w batalionach powstańczych, do wstępowania w szeregi nowej formacji, która miała sięgnąć liczby 900 mężczyzn. Proklamacja została odczytana w miastach i wioskach dziewięć dni po jej ogłoszeniu, i wkrótce milicja osiągnęła swój pełny stan. Oficerskie stopnie w tej formacji otrzymali przedstawiciele maltańskiej szlachty. Milicja składała się z trzech dywizjonów, każdy podzielony na trzy kompanie:
- Pierwszy dywizjon (centralny)
  - kompania Valletta
  - kompania Bormla
  - kompania Isla
- Drugi dywizjon (wschodni)
  - kompania Zeitun i Gudia
  - kompania Zabbar i Tarxien
  - kompania Zurrico i Siggieui
- Trzeci dywizjon (zachodni)
  - kompania Notabile i Naxaro
  - kompania Birchircara
  - kompania Zebbug i Casal Lia

Dowódcą pierwszego dywizjonu był hrabia de Gatto, drugiego – Simeone Spiteri Gana, zaś trzeciego – markiz Parisi.
Jednocześnie sformowane zostały dwie kompanie artylerii nadbrzeżnej, które utworzyły Maltese Militia Coast Artillery.
Mężczyźni uzbrojeni zostali w muszkiety i bagnety, ich mundury składały się z bawełnianej kurtki i takichże spodni, oraz skórzanego czako z czerwoną szarfą. Broń, amunicja i mundury przechowywane były w kwaterze głównej każdej z kompanii.
Członkowie milicji mieli szereg przywilejów, między innymi zostali zwolnieni od podatku od wozów i słomy. Zrobiono tak, by wzmocnić wśród miejscowej ludności poparcie dla nowej administracji brytyjskiej, a tym samym zapobiec buntowi.
Milicja została rozwiązana w 1802 zgodnie z traktatem w Amiens, a jej rola została przejęta przez Maltese Provincial Battalions. W 1806 zaaprobowane zostało powołanie milicji krajowej, lecz nie doszło to do skutku.

## 1852–1857
5 maja 1852 gubernator sir William Reid powołał na nowo Maltese Militia. Wszyscy maltańscy mężczyźni w wieku od 16 do 60 lat tworzyli część Milicji, i byli zobowiązani do wzięcia udziału w przynajmniej 18 ćwiczeniach rocznie w ich okręgu, do łącznie 90 ćwiczeń, po których wystarczyły 3 ćwiczenia rocznie. Ćwiczenia strzeleckie odbywały się w weekendy, podczas gdy ćwiczenia piechoty i artylerii w niedziele. Mężczyźni nie otrzymywali żadnego wynagrodzenia ani zasiłku za bycie częścią milicji, więc jej powołanie spotkało się z silną niechęcią i opozycją ze strony Maltańczyków.
Milicja zorganizowana była w sześciu kompaniach: dwie kompanie w sile 200 mężczyzn każda w Valletcie, z zadaniem obrony Grand Harbour i portu Marsamuscetto, oraz po jednej 100-osobowej kompanii w Florianie, Birgu, Isli i Bormli. Później zorganizowana został też kompania w Rabacie na Gozo, lecz planowane kompanie w wioskach nie zostały nigdy doprowadzone do powstania. Oficerowie, w tym komendant główny, lekarze, kapitanowie oraz młodsi rangą byli ustanawiani bezpośrednio przez gubernatora. Żołnierze Royal Malta Fencible Regiment byli instruktorami członków milicji.
Obowiązkowy charakter milicji został zarzucony w październiku 1854, a w 1857 jednostka została rozwiązana z powodu niesatysfakcjonującego uczestnictwa w ćwiczeniach.